# Philosophy Now
Philosophy Now és una revista bimensual de filosofia que es ven a ven a llibreries dels Estats Units, Regne Unit, Austràlia i Canadà; també està disponible en dispositius digitals i en línia. Pretén arribar a un públic ampli, a estudiants i a professors de filosofia. Va ser fundada el 1991 i fou la primera revista de filosofia general.

## Història
Philosophy Now es va establir el maig de 1991 com una revista trimestral de baix pressupost per Rick Lewis. El primer exemplar incloïa un article sobre la lliure voluntat redactat pel filòsof ateu Antony Flew, el quan en va ser col·laborador habitual força anys.
La revista va ser publicada inicialment a la ciutat natal de Lewis, a Ipswich (Anglaterra). Peter Rickman va esdevenir-ne aviat uns dels col·laboradors més habituals. El 1997, un grup de filòsofs americans, incloent Raymond Pfeiffer and Charles Echelbarger van pressionar l'American Philosophical Association per a començar una revista similar als Estaus Units. El que aleshores era director executiu de l'APA, Eric Hoffman, va organitzar una reunió a Filadèlfia el 1997, a la qual va ser convidat Lewis. A la reunió es va decidir que el grup americà havia d'unir forces amb Lewis per a desenvolupar més Philosophy Now. Des d'aquest moment, la revista ha estat produïda conjuntament per dos equips editorials, al Regne Unit i als Estats Units. La revista es distribueix als Estats Units pel Philosophy Documentation Center.
L'any 2000 Philosophy Now va augmentar la seva freqüència per a aparèixer bimestralment. Lewis n'és ara el director en cap, mentre que Grant Bartley és l'editor de l'edició impresa i Bora Dogan edita la versió digital.
Philosophy Now va guanyar el Bertrand Russell Society Award l'any 2016.

## Continguts
La revista conté articles sobre la majoria de les àrees de la filosofia. La majoria són escrits per acadèmics, encara que alguns són per estudiants de postgrau o per escriptors independents. Tot i que es dirigeix a un públic no especialitzat, la Philosophy Now sovint ha atret articles de coneguts pensadors.
Philosophy Now també presenta regularment ressenyes de llibres, entrevistes, ficció, una columna de pel·lícules, dibuixos animats i lletres dels lectors. Inclouen com a columnistes habituals Raymond Tallis (Tallis in Wonderland) and Peter Adamson (Philosophy Then). Durant alguns anys hi va haver una columna filosòfica anomenada Dear Socrates, suposadament escrita per una reencarnació del savi atenenc. Els continguts de la revista es debaten en un fòrum de debat en línia.

## Scoops i controvèrsies
El professor de filosofia Antony Flew, conegut pels seus argument en favor de l'ateisme va publicar una carta a Philosophy Now's de l'agost-setembre 2004 en el qual ell indicava que la seva posició pel que fa a l'existència de Déu havia canviat.